# Thera gibbiata
Thera gibbiata là một loài bướm đêm trong họ Geometridae.